# Karol Śnieżko
Karol Śnieżko (lit. Karolis Snežko; ur. 28 lutego 1940 w Ginejtyszkach w województwie wileńskim) – litewski polityk polskiego pochodzenia, poseł na Sejm Republiki Litewskiej (1992–1996). 

## Życiorys
Urodził się na terenie Wileńszczyzny w rodzinie chłopskiej. W 1962 ukończył studia w Instytucie Politechnicznym im. Antanasa Sniečkusa w Kownie, po czym pracował na różnych stanowiskach w przemyśle radzieckim. Działał Komunistycznej Partii Związku Radzieckiego, następnie zaś w Litewskiej Demokratycznej Partii Pracy, z listy której uzyskał w 1992 mandat posła na Sejm VI kadencji. Posłem był do 24 sierpnia 1996. W wyborach z 19 marca 2000 oraz grudnia 2002 ubiegał się o mandat radnego Wilna z ramienia Akcji Wyborczej Polaków na Litwie. 
Żonaty, żona Zinaida jest nauczycielką, ma syna i córkę.